# Гирсовка
Гирсовка (на украински: Гірсівка) е село в южна Украйна, единствено селище на Гирсовски селски съвет в Приазовски район на Запорожка област. Населението му е около 1 310 души (2001).
Разположено е на 2 m надморска височина в Черноморската низина, на 22 km северозападно от брега на Азовско море и на 23 km южно от град Мелитопол. Селото е основано през 1862 година от български преселници от преминалата на румънска територия част от Южна Бесарабия.